# Evelyne Gebhardt
Pour les articles homonymes, voir Gebhardt.
Evelyne Gebhardt, née le 19 janvier 1954 à Montreuil-sous-Bois, est une femme politique allemande. 
Elle est députée européenne, élue sous l'étiquette du Parti social-démocrate (SPD), de 1994 à 2022. Elle est spécialiste de bioéthique, de protection des consommateurs et des droits civiques.

## Biographie

### Études
Evelyne Gebhardt suit des études au lycée Lamartine à Paris puis des études de lettres (options mineures : sciences politiques et économie politique) à l'université Paris VII, à l'université de Tübingen puis l'université de Stuttgart. Elle travaille ensuite comme traductrice.

### Engagement politique
Elle déménage en Allemagne en 1975 et s'engage la même année au sein du SPD. À partir de 1977, elle travaille comme traductrice, tout en donnant des conférences sur l'égalité des femmes, le droit des citoyens et la bioéthique. Elle devient membre du bureau du SPD du Bade-Wurtemberg et présidente de la commission des affaires européennes du SPD Bade-Wurtemberg. Elle est membre du bureau de l'Association des femmes sociale-démocrates (ASF) au Bade-Wurtemberg et vice-présidente de ASF au niveau fédéral. 

### Eurodéputée
Elle est élue députée européenne pour la première fois en 1994. Elle est réélue en 1999, 2009 et 2014. À partir de 2019, elle entame donc son sixième mandat d'affilée de députée européenne.

### Autres engagements politiques
En 1997, elle a été nommée à l’Académie allemande d’éthique dans la médecine. Depuis cette même année, elle occupe une fonction dirigeante dans l'organisation des Congrès de l'église protestante en Allemagne (Deutscher Evangelischer Kirchentag). 
En 1999, elle intègre le groupe de médiateurs franco-allemand pour la protection des enfants de couples binationaux séparés ou divorcés, groupe créé à l'initiative des ministres de la Justice français et allemand. Elle est aussi depuis 2004, médiatrice du Parlement Européen pour les enlèvements internationaux d'enfants.
Elle fait partie de la direction de l’organisation féminine européenne Grain de Sel. Elle a été également à la direction de l'association Marie-Schlei-Verein, une association allemande d'aide aux femmes des pays en voie de développement et membre de l’association Gegen Vergessen - Für Demokratie e.V., qui lutte contre le néofascisme et la xénophobie. 
En 2007, elle a été nommée par Nicolas Sarkozy à la Commission pour la libération de la croissance française, dite Commission Attali. En 2020, elle fait partie du conseil d'administration du prix du Concile de Constance qui récompense les engagements pour l'avenir de l'Europe.
Elle vit à Mulfingen dans le Bade-Wurtemberg.